# Krecikówka
Krecikówka (Anourosorex) – rodzaj ssaków z podrodziny ryjówek (Soricinae) w obrębie rodziny ryjówkowatych (Soricidae).

## Zasięg występowania
Rodzaj obejmuje gatunki występujące w północno-wschodnich Indiach, Chińskiej Republice Ludowej, Mjanmie, Wietnamie, Tajlandii i na Tajwanie. 

## Morfologia
Długość ciała (bez ogona) 51–119 mm, długość ogona 7–19 mm, długość tylnej stopy 11–20 mm; brak danych dotyczących masy ciała. Charakteryzują się małymi oczami i uszami oraz krótkim ogonem.

## Systematyka
Rodzaj zdefiniował w 1870 roku francuski zoolog Alphonse Milne-Edwards na łamach Comptes rendus hebdomadaires des séances de l’Académie des sciences. W oryginalnym opisie Milne-Edwards nie wymienił żadnego gatunku, w ramach późniejszego oznaczenia monotypowego w 1872 roku Milne-Edwards na gatunek typowy wyznaczył krecikówkę chińską (A. squamipes).

### Etymologia
- Anourosorex (Anaurosorex, Anurosorex): gr. negatywny przyrostek gr. άν an ‘bez’; ουρα oura ‘ogon’; łac. sorex, soricics ‘ryjówka’, od ὑραξ hurax, ὑρακος ‘ryjówka’[11].
- Pygmura: gr. πυγμή pygmē ‘pięść’; ουρα oura ‘ogon’[12]. Gatunek typowy: Anderson w oryginalnym opisie nie wymienił żadnego gatunku; późniejsze oznaczenie monotypowe – Anurosorex assamensis J. Anderson, 1875[5].

### Podział systematyczny
Do rodzaju należą następujące współcześnie występujące gatunki:
- Anourosorex squamipes Milne-Edwards, 1872 – krecikówka chińska
- Anourosorex yamashinai Kuroda, 1935 – krecikówka tajwańska
- Anourosorex assamensis J. Anderson, 1875 – krecikówka assamska
- Anourosorex schmidi Petter, 1963 – krecikówka wielka

Opisano również gatunki wymarłe:
- Anourosorex edwardsi Zheng Shaohua, 1985[15] (Chińska Republika Ludowa; plejstocen)
- Anourosorex japonicus Shikama & Hasegawa, 1958[16] (Japonia; plejstocen)
- Anourosorex kui Yang Zhongjian & Liu Dongsheng, 1951[17] (Chińska Republika Ludowa; plejstocen)
- Anourosorex oblongus Storch & Qiu Zhuding, 1991[18] (Chińska Republika Ludowa; miocen)
- Anourosorex qianensis Zheng Shaohua, 1985[19] (Chińska Republika Ludowa; plejstocen)